# Parker Pyne Investigates
Parker Pyne Investigates är en novellsamling skriven av Agatha Christie och först publicerad i Storbritannien i november 1934. Tillsammans med The Listerdale Mystery publicerades samlingen inte i Collins Crime Club utan istället som en del av Collins Mystery-serien. Den dök upp i USA senare samma år och publicerades av Dodd, Mead and Company under titeln Mr. Parker Pyne, Detective.
Samlingen består av tolv av hennes fjorton berättelser om detektiven James Parker Pyne; de två återstående berättelserna, Problem i Pollensa och Regattamysteriet samlades senare i The Regatta Mystery 1939 i USA och i Problem at Pollensa Bay i Storbritannien 1991, även om dessa ursprungligen var berättelser om Hercule Poirot när de först publicerades i Strand Magazine 1935 respektive 1936. I Sverige ingick de två novellerna i samlingen Gul iris och andra noveller.
Boken innehåller också det första framträdandet av karaktärerna Ariadne Oliver och Miss Felicity Lemon, som båda skulle komma att ha arbetsrelationer med Hercule Poirot i senare böcker.

## Innehåll
- "The Case of the Middle-aged Wife"
- "The Case of the Discontented Soldier"
- "The Case of the Distressed Lady"
- "The Case of the Discontented Husband"
- "The Case of the City Clerk"
- "The Case of the Rich Woman"
- "Have You Got Everything You Want?"
- "The Gate of Baghdad"
- "The House at Shiraz" - "Huset i Shiraz" ingår i novellsamlingen Åklagarens vittne och andra noveller.
- "The Pearl of Price"
- "Death on the Nile"
- "The Oracle at Delphi"

## Introduktion
James Parker Pyne är en pensionerad statstjänsteman som ser sig själv som en "hjärtats detektiv". Han annonserar om sina tjänster i kolumnen "Personligt" i The Times och arbetar tillsammans med sin sekreterare miss Lemon, författaren Ariadne Oliver, den stilige "salongslejonet" Claude Luttrell och förklädnadskonstnären Madeleine de Sara.
De första sex berättelserna handlar om Pyne som löser fall i England, medan de andra sex berättelserna beskriver Pynes semester, där han hoppas att han inte ska behöva göra detektivarbete bara för att hjälpa andra ändå.

## Handlingar

### The Case of the Middle-aged Wife
Äktenskapet mellan George och Maria Packington är i svårigheter. Mr Packington har börjat träffa en ung maskinskrivare som heter Nancy. När hans fru protesterar säger han att han bara försöker få in lite lycka i flickans liv och att det inte finns något i deras förhållande. En dag ser Maria Parker Pynes annons i tidningens personliga spalt som lyder: "Är du lycklig? Om inte, rådfråga mr Parker Pyne."
Maria går till den angivna adressen och Parker Pyne gissar genast orsaken till hennes olycka utifrån sin kunskap om livet och sitt tidigare yrke inom statistiken. Han säger till Maria att hans arvode är tvåhundra guineas, en summa som ska betalas i förskott. Maria är till en början motvillig, men återvänder till kontoret med pengarna, precis som Pyne förutspått. Han har redan skickat efter en av sina medarbetare, en snygg ung man som heter Claude Lutterell, och han säger till henne att hon kommer att få instruktioner i morgon.
Den kvällen blir George Packington förvånad över sin frus icke-stridslystna attityd mot honom. Nästa dag skickas Maria för en skönhetsbehandling och en klänningsprovning följt av lunch på Ritz Hotel med Pyne där hon blir presenterad för Claude. Något av en virvelvindsromans på tio dagar följer som kulminerar i en dans en natt när Maria och Claude korsar vägar med George och hans tjej på en dans. George är svartsjuk och chockad över sin frus beteende och ett par dagar senare försonas de två. Samtidigt har Maria kommit närmare Claude som bryter sitt förhållande med henne och bekänner skammen över sitt förflutna för henne som en gigolo som utnyttjar kvinnor. Han lovar att bättra sig och hålla Maria uppdaterad om sina framsteg med en årlig annons i den personliga kolumnen. Det visar sig att denna bekännelse också var planerad och annonsen arrangerad av Pyne för att ge en varaktig romans till Maria. Pyne är övertygad om att han har lyckats rädda ett äktenskap (med vinst för sig själv).

### The Case of the Discontented Soldier
Major Charles Wilbraham besöker Parker Pynes kontor. Han har nyligen återvänt efter många år i imperiets tjänst i Östafrika och är nu pensionerad. Som Pyne omedelbart gissar är han uttråkad av att bo i en engelsk by efter ett liv av spänning och äventyr. Pyne tar femtio pund och instruerar honom att ta med Madeleine de Sara på lunch. Hon återvänder några timmar senare utan framgång: hon har skrämt bort majoren eftersom han tycker att hon är något av en vampyr; Hans smak går till ljushåriga, blåögda kvinnor. Pyne konsulterar en lista och bestämmer sig för att Freda Clegg kommer att vara lämplig...
Nästa dag får Wilbraham ett brev från Pyne som instruerar honom att gå till en adress i Friar's Lane i Hampstead och besöka ett hus som heter "Eaglemont". I Friar's Lane hör Wilbraham rop på hjälp och när han går in i ett tomt hus ser han en ung blond, blåögd kvinna bli attackerad av två svarta män. Han kämpar emot och tar med den unga damen på en kopp kaffe för att hjälpa henne att komma över attacken. Hon berättar sin historia: hon heter Freda Clegg och är föräldralös. Veckan innan fick hon besök av en australiensisk advokat som berättade för henne att hon kanske skulle komma att få ett arv från affärer som hennes avlidne far hade gjort, men att det var beroende av att hon hade några av hans papper. Hon gav honom alla papper hon hade, utan att ha en aning om vad det kunde handla om och fick sedan ett brev från honom där hon bad henne besöka honom i hans hus, "Whitefriars" i Friar's Lane – det tomma huset, och det var där hon blev attackerad och Wilbraham räddade henne. Majorens teori är att det finns något i hennes fars papper som mannen som utger sig för att vara advokat desperat vill ha. Freda minns att hon trodde att hennes rum hade blivit genomsökt när hon var ute och att detta angrepp möjligen var för att ta sådana papper med våld från Freda om hon hade dem på sig, eller för att tvinga henne att berätta var de fanns.
De går till hennes rum i ett härbärge i Notting Hill och i en springa i fodret på hennes fars gamla kista hittar de ett dokument som majoren känner igen som skrivet på swahili. Majoren kan tyda skriften och inser att den syftar på en gömma av dyr elfenben. Majoren frågar om han får behålla dokumentet tills vidare och kommer att besöka henne i morgon klockan halv sex, när han har tänkt ut en handlingsplan. Som utlovat återvänder han nästa natt men hittar ett meddelande från Freda som ber honom att följa med henne till "Whitefriars". Han köper ett frimärke av värdinnan, postar ett brev och fortsätter sedan till Hampstead. När han kommer in i det tomma huset blir han snart slagen i huvudet och återfår medvetandet i källaren. Freda är också där och de två är bundna. Hon berättar för honom att hon också fått ett brev, som påstods vara från majoren, där hon ombads att gå till "Whitefriars". Plötsligt dånar advokatens röst i mörkret. De två har blandat sig i hans planer och han måste göra sig av med dem. En rännil av vatten börjar strömma från ett hål i väggen in i rummet och Freda inser att de är menade att drunkna. Hon håller sig någorlunda lugn medan majoren framgångsrikt befriar sig för sina bojor. Han befriar sig själv, sedan henne och de flyr från huset. Freda är full av beundran för Wilbraham och han friar impulsivt. Hon accepterar och oroar sig sedan för sin fars papper som saknas i hans ficka. Han berättar för henne att det de tog var en förfalskning och att han postade hennes fars papper till sin skräddare i kuvertet i Notting Hill.
Parker Pyne besöker romanförfattaren mrs Oliver och gratulerar henne till den historia hon tänkt ut för honom att använda med majoren och Freda, även om han tycker att vattenkällaren var något av en kliché. "Whitefriars" är ett hus som Pyne köpte för länge sedan och som han hittills har använt i elva spännande dramer. Familjen Wilbraham, lyckligt gifta, befinner sig i Afrika. Utan att berätta det för varandra tror båda att de betalade pengar till Pyne och att han inte gav dem något. Ingen av dem hyser dock agg – om de inte hade åkt för att träffa Pyne skulle händelseförloppet som ledde till deras möte aldrig ha hänt...

### The Case of the Distressed Lady
En ung dam ringer på Parker Pynes kontor. Hennes namn är mrs Daphne St. John och hon säger att hon har stora problem och behöver hjälp. Hon tar fram en diamantring som Pyne undersöker och förklarar vara värd minst tvåtusen pund. Daphne berättar för honom att hon stal den från en vän till henne eftersom hon var i desperat trångmål. Bakgrunden är att hennes man är försiktig med pengar och inte vet att hon har skuldsatt sig. Daphne åkte med vänner till Le Touquet och förlorade en hel del pengar på kasinot. Strax därefter reste hon för att bo på landet hos sir Reuben Dortheimer, vars hustru Naomi gick i samma skola som Daphne. Under besöket lossnade infattningen på diamantringen och Naomi bad Daphne att ta den till Bond Street för att den skulle fixas. Istället lät Daphne göra en kopia av strass och pantsatte den riktiga ringen för att få pengar för att betala av sina skulder och strassen skickades till Lady Dortheimer. Strax därefter fick hon lite pengar när en kusin dog och har nu återtagit den riktiga ringen. Hon kan dock inte lämna tillbaka den eftersom männen har grälat och de två paren inte längre talar med varandra. Dessutom skulle Noomis karaktär inte tillåta förlåtelse för en sådan stöld om Daphne skulle erkänna. Hon har hört att Lady Dortheimer funderar på att få stenen återställd. Juveleraren hon ska skicka den till kommer säkert att märka att det är en inklistrad kopia. När Daphne tillfrågas om idéer erkänner hon att hon har hört att Dortheimers ska ha en fest på onsdag och att hon behöver några utställningsdansare. Efter att hon har lämnat kontoret kallar Pyne in Claude Luttrell och Madeleine de Sara och berättar att de ska bli berömda dansare...
Festen och uppvisningsdansen går bra. Lady Naomi Dortheimer är mycket förtjust i Jules, dansaren (i verkligheten Claude) och de befinner sig på dansgolvet när ljuset plötsligt slocknar, som Madeleine arrangerat ute i salen. I mörkret "glider" Lady Naomis ring från hennes finger, men ersätts snart av Claude. Daphne ringer till Pynes kontor nästa morgon. Han ger henne sin räkning för utgifter, som hon betalar kontant. Pyne ger henne sedan ringen. Han har fått den undersökt och det är definitivt en kopia. Daphne verkar lite ställd över detta. Pyne berättar för henne att han vet att hon i själva verket är Ernestine Richards, som är sekreterare åt Lady Dortheimer. Ringen hon hade med sig vid det förra besöket var kopian som Richards ville att Pyne och hans folk skulle ersätta med den äkta varan, och frikänna henne från alla verkliga brott. Han tar inte ut någon avgift av henne eftersom han inte har gjort henne lycklig, som hans annons hade lovat. Den arga unga damen stormar ut från kontoret.

### The Case of the Discontented Husband
Parker Pyne får en ny kund. Reginald Wade är en något oartikulerad ung man vars äktenskap är i en enda röra. Hans fru sedan nio år tillbaka har gett honom sex månaders varsel om att om han inte ändrar sig vill hon skiljas. Han lever ett oklanderligt liv, spelar golf och tennis medan mrs Wade gillar konst – gallerier, operor och konserter. Hon är uttråkad av sin man och hon har blivit vän med en långhårig konstälskare som heter Sinclair Jordan. Pynes lösning på problemet är att Reggie ska ha en mild flirt med en vacker kvinna. Detta kommer att göra Iris Wade svartsjuk och även få henne att tänka två gånger om Reggies attraktionskraft för kvinnor. Även om han medger att det finns en möjlighet att Iris är så förälskad i Jordan att planen kommer att misslyckas, tror Pyne att planen har nittiosju procents chans att lyckas och han tar ut två hundra guineas av Wade, som ska betalas i förskott.
Reggie "bjuder in" Madeleine de Sara till sitt hus över helgen, med sin frus samtycke och till hennes förtjusning. Hon är glad över att hennes skilsmässa kommer att bli enklare i och med att Reggie inte kommer att bli så upprörd, men hon är mindre glad över att se attraktionen mellan paret och de komplimanger som miss de Sara ger Reggie. Madeleine gör små kommentarer om hans förmåga som golflärare och hur man känner sig utanför om man inte utövar en sport. Hon berömmer också Iris för att hon lät Reggie ha sådana vänskaper när andra svartsjuka kvinnor inte skulle ha det. Sakta men säkert börjar Iris fernissa av acceptans att glida iväg. Senare samma dag tar Reggie och Madeleine en promenad i rosenträdgården och när Madeleine ser att Iris tittar på dem från terrassen får hon Reggie att kyssa henne. Iris blir upprörd och i ett privat gräl med Reggie hotar hon med separation. Madeleine säger åt honom att föreslå att han går eftersom hon inte kommer att gilla tanken på att han är ensam i London och "roar" sig själv. Ett nervkrig bryter ut mellan paret, men Madeleine säger åt honom att hålla sig lugn – i den här takten kommer allt att vara bra om mindre än två veckor.
En vecka senare återvänder Madeleine till Pynes kontor och rapporterar om fallet. Saker och ting nådde sin kulmen när Sinclair Jordan anslöt sig till hemmafesten. Han föll för Madeleine, men hon gjorde sig lustig över honom och hans utseende. Iris krävde att Reggie skulle kasta ut henne, men han sa till sin fru att han ville gifta sig med Madeleine enligt hennes instruktioner till honom. Iris har iscensatt en kollaps, men Reggie har ändå åkt till stan och Madeleine är säker på att Iris följer efter honom för att få till stånd en försoning på hans villkor. Plötsligt öppnas kontorsdörren och Reggie springer in och bedyrar sin genuina kärlek till Madeleine. Iris följer snabbt efter och en scen följer, som avslutas av Madeleine när hon skriker hysteriskt åt dem att komma ut. De ger sig av och Pyne tar på sig ansvaret för händelseförloppet. Han skriver tvärs över akten att resultatet av detta fall var ett "misslyckande" men att resultatet "borde ha förutsetts".

### The Case of the City Clerk
Parker Pyne tar emot sin nästa kund: Roberts är en stadstjänsteman på fyrtioåtta år. Han är lyckligt gift, har två friska barn och ett fast jobb. Men hans liv har bestått av ett stadigt arbete och överlevnad utan några stunder av äventyr. Han känner sig följaktligen fast i gamla hjulspår. Hans önskan är att "leva härligt", om så bara för några minuter. Han har bara råd att betala fem pund för detta privilegium, men Pyne accepterar erbjudandet, men varnar Roberts för att fara kan vara inblandad...
Pyne går till restaurangen Bon Voyageur och träffar en mr Bonnington där. Kvällen innan hade en tankspridd professor vid namn Petersfield mördats i ett försök att stjäla några hemliga planer från honom. Lyckligtvis blev planerna inte av, men de måste skickas i säkerhet till Nationernas förbund i Genève. Deras vanliga agenter för att utföra denna uppgift är antingen olämpliga eller, i fallet med en vid namn Hooper, är inte betrodda eftersom han misstänks vara en dubbelagent. Pyne känner till någon som skulle kunna ta sig an fallet...
Följaktligen befinner sig mr Roberts, hans fru och barn, som av en slump bor hos hennes mor, på ett förstaklasståg från London till Genève och ett hotell där han kommer att få ytterligare instruktioner. Han får inte veta den sanna naturen av det han bär på men att det är ett kryptogram som avslöjar var Romanovs kronjuveler gömmer sig. Han anländer välbehållen till Genève och möter en lång skäggig man som ger sig till känna för Roberts. Mannen ger honom instruktioner om att ta ett nattåg till Paris. Roberts får också lösenordsfraser att utbyta med sin nästa kontakt, och en revolver för säkerhets skull. Nästa dag på stationen stöter han snart på en glamorös utländsk tjej som använder de korrekta lösenordsfraserna med honom och säger åt honom att möta henne i grannkupén efter att de har passerat gränsen. Han gör det och flickan avslöjar att hon är rädd eftersom någon som heter Vasiljevitj är på tåget i kupén på andra sidan hennes. Han är ute efter att mörda flickan och få juvelerna. På Roberts erbjudande ger hon honom en upprullad strumpa med juvelerna gömda inuti för att han ska kunna ta hand om dem under natten. Generad avvisar han hennes förslag om att han ska sova i hennes kupé för att hålla ett öga på henne. Han går med på att sova i det anslutande badrummet.
Under mörkrets timmar tycker Roberts att han hör ett ljud från hennes kupé. Han går snabbt in i den. Hon är borta och det luktar kloroform i luften. I slutet av vagnen får Roberts syn på den sovande konduktören och hans avlagda jacka och mössa. Han förklär sig till en tjänsteman och får Vasiljevitj att öppna sin dörr. Roberts tränger sig förbi honom, låser ryssen ute och knyter loss den bundna flickan med munkavle. De väntar i mannens kupé till nästa morgon och vid ankomsten till Paris ger de sig ut på en längre runda genom staden i ett försök att skaka av sig eventuella förföljare. Duon flyger från Le Bourget till Croydon där de möts av en man som identifieras som greve Paul Stepanyi (som liknar den långe skäggige mannen i Genève) som tar med dem till ett hus på landet. Strumporna överlämnas och mr Roberts får en juvelprydd orden i en marockansk låda som tack. Han blir också presenterad för flickan ordentligt – storfurstinnan Olga. Efter att mr Roberts har gått åker storhertiginnan, alias Madeleine de Sara, i verkligheten Maggie Sayers, hem till Streatham.
Pyne träffar Bonnington igen. Planerna lyckades och han erkänner att han gav sin kurir en annan mer förskönad historia eftersom en pistol skulle verka för vardaglig. Tre agenter från den andra sidan möts i Paris, irriterade över att deras planer misslyckades och de skyller på varandra för sin förlust. Mr Roberts sitter hemma och läser en bok. Pyne skickar honom en check på femtio pund med tack från "vissa människor". Roberts är mer än nöjd med att han har fått sin del av äventyret.

### The Case of the Rich Woman
Parker Pyne får ett originellt problem från sin senaste kund: Mrs Abner Rymer är änka efter en man som utarbetade en ny ingenjörsprocess som gjorde honom till en rik man. Hon var en bondflicka som uppvaktades av Rymer och gifte sig med honom när de inte hade några pengar och genomlevde år av svår fattigdom. När han först skaffade sig sina rikedomar njöt de två personerna till en början av sitt nya liv i lyx. Men nyhetens behag med tjänstefolk, utlandsresor, dyra kläder och mat försvann snart. Abner Rymer var en svag man fysiskt och hans nyvunna rikedom kunde inte vända hans förfall. Han dog vid den relativt unga åldern av fyrtiotre för ungefär fem år sedan. Fru Rymer har inga vänner nu. Hennes gamla vänner är blyga för hennes nya livsstil och hennes nyare bekantskaper är alltid ute efter fördelar. Hon känner sig säker på att de är snobbiga när det gäller henne bakom hennes rygg. Hon vill helt enkelt ha hjälp med att spendera pengar på ett roligt sätt, men utan att ge bort dem. Pyne lovar att återställa hennes intresse för livet och tar ut tusen pund i förskott för hans tjänst. När hon har gått berättar Pyne för Claude Luttrell att doktor Antrobus tjänster kommer att behövas...
En vecka senare kallar han tillbaka fru Rymer till sitt kontor och presenterar henne för syster de Sara, som tar damen upp en våning till den väntande doktor Constantine. Han verkar vara av österländsk härkomst och rummet är inrett på orientaliskt sätt. Rymer får veta att hon har en själslig sjukdom, inte en kroppslig sjukdom. Hon får en kopp kaffe att dricka, och somnar sedan...
... och vaknar upp i sängen i ett ganska kalt rum. Snart får hon sällskap av en knubbig liten kvinna i förkläde som heter mrs Gardner och en äldre läkare som båda kallar henne "Hannah". De säger att hon fick ett anfall två dagar tidigare och har varit medvetslös sedan dess. Hon kommer snart att vara uppe och gå. Hon borde inte oroa sig för sitt arbete, eftersom en Roberts har hjälpt Gardner. När duon lämnar henne ensam går mrs Rymer till fönstret och ser att hon befinner sig på en bondgård. Senare frågar hon mrs Gardner som berättar att hon har bott där i fem år och till och med visar henne ett fotografi av henne och de andra invånarna tillsammans. Hon håller sina tankar för sig själv för tillfället. Snart ser hon en tidning som bekräftar att det har gått ungefär tre dagar sedan hon var på Pynes kontor. Hon ser också en rapport om att Abner Rymer har flyttats till ett privat vårdhem. Hon har enligt uppgift vanföreställningar om att hon är en tjänsteflicka vid namn Hannah Moorhouse. Rymer ser också i en annan spalt en rapport om att en dr Konstantin har hållit en föreläsning om att det är möjligt att överföra en persons själ till en annans kropp. Rymer är rasande på Pyne, men med tanke på tidningsartikeln om att hon flyttats till ett vårdhem för mentala vanföreställningar är hon inte säker på vad hon kan göra eller säga som man kan tro på.
Hon bidar sin tid på gården och utför "Hannahs" plikter som i sig tar henne tillbaka till sitt gamla liv med viss lätthet. Efter flera veckor har hon sparat ihop tillräckligt med pengar för att ha råd med resan tillbaka till London, med avsikt att konfrontera Pyne. Ändå tvekar hon, återigen rädd för vad resultatet kan bli. Hon är också medveten om att ett miljöombyte gör en person gott. Månaderna går och mrs Rymer blir god vän med Joe Welsh, en änkedräng. De njuter av lamningssäsongen på våren, promenader på sommaren och skörden i oktober. Klockan är den åttonde i samma månad, och nästan ett år har gått sedan hennes nya liv började, när hon tittar upp från sitt arbete i grönsakslandet och ser Pyne iaktta henne från andra sidan staketet. Hon börjar förbanna honom och han erkänner alla bedrägerier. Han håller med om att Hannah Moorhouse aldrig har existerat och berättar för henne attmrrs Gardner är med på noterna. Pyne har haft mrs Rymers fullmakt under det senaste året och hennes förmögenhet har varit säker och faktiskt förbättrats under tiden. Han ställer en enkel fråga till henne: "Är du lycklig?" Rymer stelnar till vid denna fråga och medger att hon är det. Hon och Joe har förlovat sig och hon är nöjd med att ha fått tillbaka sitt gamla liv. Hon säger till Pyne att hon bara vill ha 700 pund av sin förmögenhet för att köpa en gård till henne och Joe, vilket de vill ha. Pyne kan dela ut resten till sjukhus, men hennes nyblivne man får aldrig veta något om hennes tidigare liv. Pyne går med på det och lämnar ännu en nöjd kund bakom sig.

### Have You Got Everything You Want?
En ung attraktiv kvinna vid namn Elsie Jeffries går ombord på Orientexpressen vid Gare de Lyon. Hon visas till sin kupé men befinner sig uppenbarligen i något av ett mentalt dilemma. När resan har börjat beger hon sig till restaurangvagnen. Hon får syn på att resväskan i kupén bredvid hennes är märkt "Parker Pyne", och det triggar igång något i hennes minne. Hon kollar den personliga spalten i The Times men ser inte det hon förväntade sig att se där. När hon går till restaurangvagnen igen placeras hon vid samma bord som ägaren till väskan och inleder en konversation med honom. Hon frågar honom om han är samme Parker Pyne i The Times annonser. Han bekräftar att han är det och han frågar henne om hon är olycklig. Hon erkänner att hon är det. Orsaken är hennes man sedan ett och ett halvt år tillbaka. Han är en nykter och puritansk själ som har arbetat i Konstantinopel i två veckor. Hon är på väg för att göra honom sällskap. För en vecka sedan hittade hon en bit läskpapper i hans arbetsrum. På pappret fanns en del av ett meddelande som hänvisade till henne. Den använde orden "precis innan Venedig skulle vara den bästa tiden". Hon kan inte föreställa sig vad som kommer att hända med henne när tåget kommer hit. Pyne kollar när de kommer till Venedig och lovar att hjälpa till.
Nästa dag är de nästan framme vid den bestämda platsen när det hörs ett rop av "Eld!" De två rusar ut i korridoren där en slavisk kvinna pekar på röken som kommer ut ur en av kupéerna längre ner i tåget. Konduktören försäkrar passagerarna om att det inte är någon nödsituation. Pyne blir misstänksam och återvänder till Elsies kupé. Han hittar den slaviska kvinnan där, som förmodligen återhämtar sig från chocken. Pyne vägrar låta henne gå när hon vill. När Elsie kommer tillbaka ber Pyne henne att gå igenom sina tillhörigheter. Hon gör det och upptäcker att hennes smycken är borta. Den slaviska kvinnan hålls fängslad i Venedig, men juvelerna hittas inte på henne och hon måste släppas. På vägen till Trieste diskuterar Pyne och Elsie gåtan om var juvelerna kan tänkas finnas. Ingen annan hade möjlighet att ta dem. Den slaviska kvinnan kunde inte ha kastat dem till någon utanför tåget, eftersom de befann sig på bron över havet. De har inte gömts i kupén. Pyne bestämmer sig för att skicka ett telegram till Trieste. Tåget anländer till Konstantinopel och Pyne möter Edward Jeffries. Han ber Elsie att möta honom på Tokatlian Hotel om trettio minuter. Hon gör så och han ger tillbaka alla hennes smycken till henne. Han vägrar att säga hur han fick tillbaka den. Han lämnar hotellet och går till ett kafé där Edward Jeffries ansluter sig till honom efter överenskommelse. Det var Jeffries som tog emot Pynes telegram och lämnade tillbaka juvelerna.
Pyne berättar för honom om hur hans fru hittat meddelandet på läskpapperet. Han säger till Jeffries att juvelerna faktiskt togs av honom innan han lämnade London. Han lämnade bara kopior efter sig. Det var dessa som måste "stjälas" igen och försvinna vid något annat tillfälle. På ett sätt som inte skulle leda till en anklagelse mot någon oskyldig person. Tidpunkten innan Venedig är den enda gången på resan som juvelerna kunde tas och kastas i vattnet, och inte hamna på land där de kunde hittas. Pyne misstänker att Jeffries inte är en tjuv, utan ett offer. Edward erkänner att han under en tid har blivit utpressad av en mrs Rossiter. De delade sovrum tillsammans i Västindien, av rent oskyldiga skäl för att skydda henne från hennes förmodat våldsamme make. Det var en bluff och Jeffries har lidit sedan dess. Han behövde pengarna för den senaste efterfrågan och "stal" sin frus juveler. Pyne säger åt honom att lämna utpressaren till honom och att bekänna allt för sin fru. Allt, förutom det faktum att bli lurad i Västindien. Han är säker på att Elsie kommer att bli förtjust över att tro att hon har reformerat en brottsling.

### The Gate of Baghdad
Parker Pyne är på semester i Mellanöstern och befinner sig för närvarande i Damaskus. Han ska snart ge sig av på den 640 km långa resan genom den syriska öknen från Damaskus till Bagdad med en Pullman-buss som kommer att korsa ödemarken på cirka 36 timmar i stället för de månader som resan brukade ta. Det finns flera andra personer som delar resan, inklusive den unga attraktiva Netta Pryce och hennes stränga moster; tre officerare från Royal Air Force vid namn O'Rourke, Loftus och Williamson; en mr Hensley från Bagdads avdelning för offentliga arbeten; en gammal Etonian vid namn Kapten Smethurst; General Poli, en italienare; och en armenisk mor och hennes son. Dagen före resan fördriver Pyne tiden med att prata med general Poli om artiklar i tidningen. Den viktigaste nyheten som diskuteras är sökandet efter en skurkaktig finansman vid namn Samuel Long, som är på flykt och ryktas vara i Sydamerika. Pyne går på bio och sedan till en något sjaskig nattklubb. På klubben hittar han en lätt berusad kapten Smethurst. Smethurst verkar deprimerad, men är vag om varför. Han hävdar att han inte "gillar att gå tillbaka till en kompis". Pyne presenterar sitt yrke och tillkännager glatt att han är en slags "förtroendebedragare". Detta föranleder en märklig reaktion från kaptenen, som frågar: "Vad – du också?"
Resan börjar nästa dag. Busschauffören är orolig för att de ska fastna i ökenleran efter stoppet vid ar-Rutba. Det har regnat kraftigt i området. Visst kör bussen fast när den kör genom natten. Männen kliver ut för att hjälpa till att befria den. Medan de arbetar inser de att Smethurst inte hjälper till i deras ansträngningar. När O'Rourke undersöker saken hittar han kaptenens lik på sin plats. Loftus, en läkare i RAF, föreslår att han kan ha slagit huvudet i taket på fordonet när det körde över ett av de tunga guppen på marken. Loftus undersöker liket och förklarar att han inte kan hitta något uppenbart sår. Den enda andra möjligheten är att han träffades av något som liknade en sandsäck medan de andra passagerarna sov. Medan passagerarna diskuterar anledningen till att någon skulle göra något sådant, minns Williamson att han råkade höra ett samtal som Smethurst hade med en okänd tredje part i Damaskus. Smethurst sade att han skulle hålla tyst tills de anlände till Bagdad. Men inte ett ögonblick längre. Pyne ansluter sig till sin egen berättelse om sitt eget samtal med den döde mannen på nattklubben. Loftus minns också att Smethurst pratade med Hensley om "en läcka" på hans avdelning. Pyne minns att Hensley sagt att han alltid hade reservstrumpor med sig, och föreslår att Loftus ska hämta dessa. Mycket riktigt, en visar sig innehålla våt sand. Pyne vet nu vem mördaren är. Pyne undersöker kroppen närmare. När han lossar kragen hittar han ett litet sticksår som är gjort av något som liknar en stilettklack. Pyne antyder att det i deras sällskap finns den avvikande finansmannen Samuel Long, som reser i förklädnad. Smethurst kände till detta, vilket skulle förklara hans ovanliga reaktion på Pynes uttalande att han arbetar som en förtroendebedragare. Pyne förklarar att Loftus är mr Long. I sin läkarväska hade han något som kunde ha orsakat Smethursts död. Loftus var också snabb med att fastställa dödsorsaken som en bula i huvudet, föranledd av ett tidigare samtal som påminde om de tidigare hårda resorna. Det slutliga beviset är att han försökte misstänkliggöra Hensley. Pyne hade redan undersökt Hensleys strumpor innan han frågade "Loftus". I det ögonblicket var de fria från sand.
Samuel Long tänder en cigarett och erkänner slött. Han träffade den riktige Loftus i Egypten och köpte hans identitet för 20 000 pund. Smethurst var hans slav på Eton och kände igen honom. Han avslöjade inte honom genast, eftersom han hade ett fall av hjältedyrkan för mannen när han var yngre. Long kollapsar plötsligt och Pyne teoretiserar om att cigaretten innehöll blåsyra. Han har undkommit rättvisan.

### The House at Shiraz
Parker Pyne är fortfarande i orienten på väg till Teheran och sedan Shiraz. Han tar rutten med ett monoplan som flygs på den första etappen av en ung tysk pilot som heter herr Schlagal. Pyne är besviken på Teherans modernitet och bjuder in Schlagal att äta middag med honom. De pratar om hans jobb, att flyga över Mellanöstern. Piloten berättar för Pyne om sina två första passagerare, en ung dam vid namn Esther Carr och hennes vackra följeslagare som Schlagal blev förälskad i. Strax därefter var den andra unga kvinnan död. Schlagal misstänker Lady Esther för mordet och ser galenskap i hennes ögon och sätt. Pyne känner till lady Esthers föräldrar och hennes familj. Galenskap har varit en förbannelse för dem i flera generationer. När Pyne anländer till Shiraz på den andra dagen av Nouruz-festivalen bekantar han sig med den engelske konsuln och äter middag med honom. Han frågar efter ett slående hus som han såg strax utanför staden vid ett besök vid poeten Hafez grav. Konsuln berättar för honom att detta inte är något annat än mrs Esters hem. Hon lever nu som en enstöring och vägrar att träffa någon från sitt gamla land. Konsuln öfvertog hans post redan dagen efter följeslagarens död. Kvinnan föll från en balkong på innergården medan hon bar på en frukostbricka. Konsuln speglar också några av den tyske pilotens kommentarer om Lady Esthers underligheter. Han beskriver hennes "mörka, blixtrande ögon".
Nästa dag skriver Pyne till Lady Esther från sitt hotellrum och bifogar ett urklipp av sin "personliga" annons från The Times. Han får en förfrågan om att besöka henne och går hem till damen. Där talar man om England. Pyne talar länge om människor, platser och sociala tillställningar som besöks av alla samhällsklasser. Lady Esther längtar uppenbarligen hem men säger att hon aldrig kan återvända. Pyne svarar att han redan vet varför. Pyne tar henne genom historien om den tyske piloten och frågar om hon vill ta emot honom. Lady Esther vägrar och han anklagar henne för att spela teater – men inte för att dölja ett mord. Han vet att det är hon som är följeslagaren – Muriel King – och att det var Lady Esther som dog, inte den andra flickan. Muriel berättar om det verkliga händelseförloppet. Lady Esther var svartsjuk på herr Schlagals förälskelse i Muriel och vände sig mot henne i sin galenskap. Hon föll av misstag. Muriel var livrädd för att bli anklagad för mordet och ställde ner frukostbrickan vid kroppen och antog sin identitet. Hon vägrade att träffa någon ifall de skulle få syn på henne. Den nye konsuln var en av de personer som aldrig hade träffat den verkliga lady Ester och därför inte var misstänksam. Pyne visste att något var fel när han hörde talas om Lady Esthers "mörka, blixtrande ögon". Han visste att Esters föräldrar båda var blåögda. Hans tal om England bekräftade hans misstankar. Damen framför honom reagerade inte på berättelser om societetshändelser, men hennes ansikte visade hur mycket hon saknade vanliga människors vardag. Han lovar att hjälpa henne att övertyga folk om sin oskuld och få till stånd en återförening med herr Shlagal.

### The Pearl of Price
Parker Pyne är med en grupp människor som har rest genom Jordanien från Amman till Petra. Hans följeslagare är Caleb Blundell, en amerikansk miljonär, hans dotter Carol och sekreterare Jim Hurst, Sir Donald Marvel, en brittisk parlamentsledamot, doktor Carver, en arkeolog och överste Dubosc, en fransman. Doktor Carver campar på natten och berättar för de andra om nabatéerna, handelsmännen som byggde staden och som inte var något annat än professionella utpressare som kontrollerade handelsvägarna i området. Detta föredrag föranleder en diskussion om ärlighetens natur, människors suggestivitet och de rikedomar som mr Blundell har samlat på sig. Dessa rikedomar demonstreras delvis av de dyra pärlörhängen som hans dotter bar och som hela tiden lossnar. Pyne upptäcker en underström av förlägenhet i diskussionen.
Nästa dag tar sig sällskapet till toppen av en platå för att förundras över utsikten. När de kommer fram påpekar Carver för Carol att hon har tappat ett av sina örhängen. Hon är säker på att hon hade det när hon nådde platån. I det ögonblicket hade Carver sett att den var lös igen och skruvat in den åt henne. De söker av marken omkring sig, men föremålet finns inte där. Misstanken växer om att den har blivit stulen. Överste Dubosc kräver att bli visiterad för att bevisa sin oskuld. De andra håller med, särskilt Blundell som säger att han har sina egna skäl för att göra det "även om jag inte vill ange dem". Pärlan finns inte. Strax efter lunch dyker Carol upp i Pynes tält och anlitar honom för att hitta pärlan. Hon vill särskilt bevisa att Jim Hurst är oskyldig, eftersom han är en reformerad tjuv. Han stal från hennes fars hus när hon träffade honom. Hon såg hur desperat Jim var och övertalade sin far att anställa honom. Han har bevisat sitt värde och hon är förälskad i honom, även om mr Blundell vill att hon ska gifta sig med Sir Donald. Pyne frågar varför hennes pappa ville bli visiterad. Carol tror att han ville bli visiterad för hon kunde tro att det var han som stal pärlan. Hans motiv skulle vara att skylla på Hurst och att inte låta honom gifta sig med Carol.
Pyne går med på att hjälpa till och efter lite funderande konfronterar han doktor Carver. Arkeologen erkänner att han tog pärlan och lindade in den i en liten bit lera som han bär med sig för att ta avtryck från ristningar. Kommentarerna om människors suggestivitet fick honom att berätta för Carol att juvelen var lös och att erbjuda sig att sätta tillbaka den på plats. I själva verket var detta en förevändning för att ta juvelen från henne. Han planerade att använda det enorma pris som örhänget skulle inbringa för att finansiera en arkeologisk expedition. Pyne svarar med att informera honom om att denna plan inte skulle ha fungerat. Pärlan är värdelös och Blundells skryt om sina rikedomar föregående natt var bluff. Hans förmögenhet har drabbats hårt av den ekonomiska nedgången.

### Death on the Nile
Parker Pyne befinner sig i Egypten och är på väg att påbörja en resa på en Nilångare. De enda andra passagerarna på fartyget är Sir George och Lady Grayle, hennes brorsdotter Pamela, hennes sköterska Elsie MacNaughton och Sir Georges unga sekreterare Basil West. Sir George gifte sig med Lady Grayle för att försöka hitta en väg ut ur sina ekonomiska svårigheter, men priset han har betalat är att ha en svår, elak och hypokondriker till hustru. Lady Grayle är irriterad över att Pyne är ombord på båten, efter att ha blivit försäkrad om att hennes sällskap skulle vara de enda människorna ombord. Pamela är inte sympatisk gentemot sin mosters klagomål, utan säger till Sir George att hans frus påståenden om sjukdom är bedrägliga och känner sig tacksam för de problem som miss MacNaughton möter när hon har att göra med henne. Den enda som inte verkar tycka att hon är alltför mycket av en prövning är Basil West, som har ett lättsamt förhållande till alla han möter.
Pyne blir förvånad när hon får ett meddelande från Lady Grayle. Hon ber honom att inte lämna båten för en utflykt till Abydostemplet, utan att istället träffa henne för en konsultation. Han gör det och hon ber honom ta reda på om hennes man förgiftar henne. Hon har mått dåligt en tid när hon är hos honom. Hon återhämtar sig när han är borta. Pyne misstänker att det ligger mer bakom saken än vad hon berättar för honom. Han ger uttryck för denna misstanke och förolämpar därmed sin senaste klient. Lady Grayle går sin väg i ett huj. Strax därefter dyker miss MacNaughton upp och uttrycker nästan samma oro – att Lady Grayle håller på att bli förgiftad. Men hon vill inte misstänka Sir George, även om hon också har upptäckt att tidpunkten för damens tillfrisknande är kopplad till hans frånvaro. Samma natt kallas Pyne till Lady Grayles rum där kvinnan är mycket sjuk. Hon dör och visar de omisskännliga symptomen på strykninförgiftning. Pyne minns när han såg offret tidigare bränna ett brev i salongshytten, och skyndar sig dit och hämtar en papperslapp där det står "... Drömmarnas Kit. Bränn det här!" står det på den.
Bevisen verkar oöverstigliga; Påsar med stryknin har hittats i sir Georges hytt och i fickan på hans kavaj. Själva pulvret kom från miss MacNaughton, som bar på sig en del för sin patients förmodade hjärtproblem. Pyne pratar med Pamela som tror att Lady Grayle förgiftat sig själv. Hon berättar för honom att hennes moster har betett sig konstigt på sistone och inbillat sig allt möjligt. Hennes vanföreställningar, bland annat att Basil var kär i henne. Pyne får då syn på Basil och ber honom att skriva ner sin bekännelse. Han älskade med den äldre damen men planerade att långsamt förgifta henne och se till att skulden skulle läggas på mannen. Han skulle sedan gifta sig med den rika systerdottern. Pyne berättar för honom att det sista brevet han skickade till Lady Grayle inte brändes trots hans instruktion att göra det eftersom hon behöll alla hans brev till henne (en bluff av Pyne). Basil faller för detta bedrägeri och blandar in sig själv. De människor som Pyne har haft utanför den halvstängda dörren hör denna bekännelse. Pyne är fast besluten att ha semester efter allt detta arbete och bestämmer sig för att åka inkognito till Grekland.

### The Oracle at Delphi
Mrs Peters är en välbärgad änka som reser genom Grekland med sin intellektuelle son Willard och deras följe av en piga och en chaufför. Hon njuter inte av resan, ogillar de grundläggande bekvämligheterna på hotellen de bor på och är inte hänförd av sevärdheterna i regionens gamla ruiner. I Delfi finns det fyra andra personer på hotellet; en konstnärlig mor och dotter, en mr Thompson som har ett reserverat sätt mot alla som försöker samtala med honom och en flintskallig medelålders man som faller in i vänskapliga och lättsamma samtal med henne och som tror att han känner igen Mr Thompson. På eftermiddagen kommer mrs Peters tillbaka till sitt hotell efter att ha njutit av några avkopplande timmar med att läsa en detektivroman på en skuggig plats, bara för att upptäcka att ett lösenbrev har levererats – hennes son har kidnappats och efterfrågan är på tiotusen pund. Ytterligare instruktioner kommer att skickas nästa dag, men hon ska inte kommunicera med hotelledningen eller polisen. Hennes nya vän lägger märke till hennes distraherade sätt under kvällsmåltiden och skickar henne ett meddelande där han bifogar sin annons från The Times och presenterar sig som ingen mindre än Parker Pyne. De träffas i hemlighet för att inte väcka misstankar, om hon skulle vara övervakad. Pyne råder henne att bara vänta på den andra uppsättningen instruktioner. På väg tillbaka till hotellet stöter de ihop med mr Thompson...
Nästa dag levereras det andra meddelandet. På lappen står det att om hon inte har pengarna med sig kommer kidnapparna istället att ta emot ett värdefullt diamanthalsband som de vet att hon bär på sig. Halsbandet ska levereras senast imorgon. När hon visar Pyne lappen kokar han ihop en plan om att ha en vän till honom i Aten för att göra en kopia av diamanterna och skicka den till kidnapparna. Mrs Peters går med på det och Pyne ringer till sin vän. Under tiden håller hon både chefen och mr Thompson sysselsatta och hindrar dem från att störa honom. Juvelerarvännen anländer från Aten och han gör kopieversionen. Pyne ger tillbaka originalet till mrs Peters, medan han ger sig av för att ge kopian till kidnapparna och hämta hennes son. Nästa dag blir mrs Peters glad när Willard kommer tillbaka men chockad över att se att hans befriare är mr Thompson. Mannen förklarar att när han hörde samtalet på kvällen för det första lösenbrevet mellan Pyne och mrs Peters följde han efter dem och lyssnade på allt de sade. Kidnapparnas avsikt hade hela tiden varit att få tag på halsbandet. Det som hon trodde hade varit originalet, som hon hade fått tillbaka dagen innan, var i själva verket kopian. Mannen som kallar sig Parker Pyne och hans juvelerarkompanjon sitter nu bakom lås och bom. Thompson förklarar hur han visste att något var fel. Han är den riktige Parker Pyne, som reser inkognito som han lovade sig själv på Nilen. När han hörde sitt namn nämnas visste han att något var på gång!

## Litterär betydelse och mottagande
Den icke namngivna recensenten i The New York Times Book Review den 1 januari 1935 skrev: "Berättelserna är tillräckligt varierade, både vad gäller scen och handling, för att ge den här nya detektiven största möjliga utrymme för sina förmågor. Parker Pyne kan aldrig ersätta Hercule Poirot i Agatha Christies beundrares hjärtan, men han är ett välkommet tillskott till hennes persongalleri."
I The Observers nummer av den 18 november 1934 skrev "Torquemada" (Edward Powys Mathers) att Christie var "den ende konsekvent inspirerade utövaren av en konst där uppfinningsrikedom och flit så ofta måste ersätta genialitet". När det gäller denna samling sade Mathers att boken "har en viss dragningskraft på alla Agatha Christie-fans, och på oss själva och på alla älskare av den välgjorda tidningsberättelsen".
Robert Barnard: "En medioker samling. Parker Pyne börjar som konsult Miss Lonelyhearts, slutar som en konventionell detektiv."